# بخش فریدآباد
بخش فریدآباد (به انگلیسی: Faridabad district) یک منطقهٔ مسکونی در هند است که در Faridabad division واقع شده‌است. بخش فریدآباد ۷۴۱ کیلومتر مربع مساحت و ۱٬۸۰۹٬۷۳۳ نفر جمعیت دارد.